# 超弩級戦艦
超弩級戦艦（、英: Super Dreadnoughts）は、1906年に進水したイギリス海軍のドレッドノートの規模（弩級戦艦）を超える規模の戦艦・巡洋戦艦である。イギリス海軍のオライオン級戦艦を嚆矢とする。

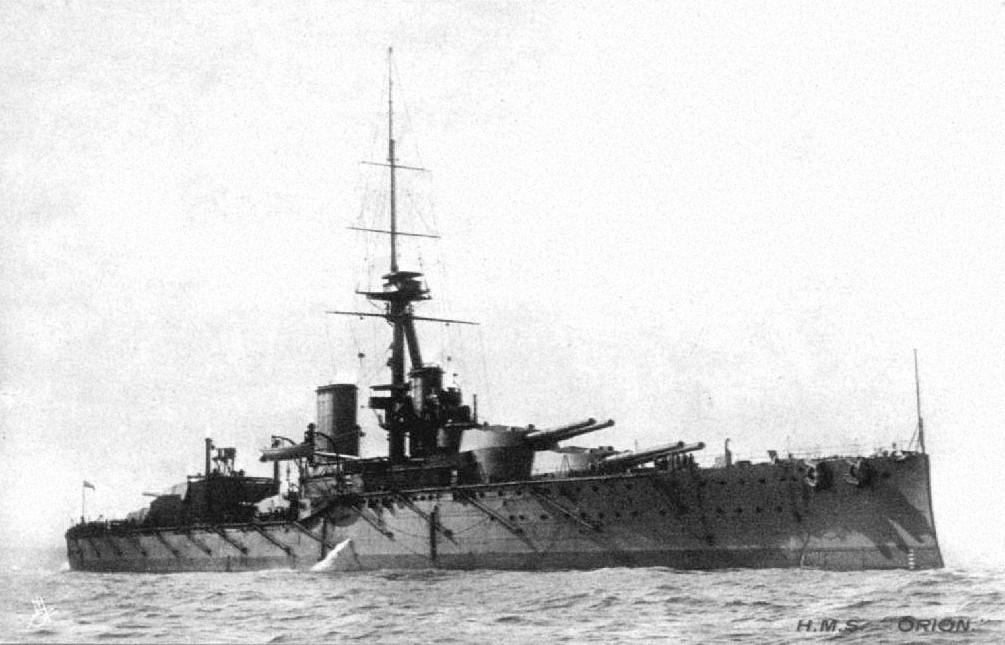
初の超弩級戦艦オライオン

なお、この「弩」は「ドレッドノート」の頭の音を取った当て字である。そのため、超ド級戦艦とカタカナ表記する場合もある。戦艦の「超弩級」「超ド級」という語は、転じて「とてつもなく大きい」「もの凄い迫力」などを表現するためにも使われる。

## 概要
最初の超弩級戦艦とされるのは、1910年に進水したイギリス海軍のオライオン級戦艦である。この艦の起工後にマスメディアに情報が漏れてしまい、ドレッドノートよりも大型（13.5インチ／34.3 cm）の砲を搭載していたことから、報道機関がSuper Dreadnoughtsと表現したことに端を発する。
従って正式な軍事用語というよりは、マスコミ用語が起源である。日本の文献においては1911年（明治44年）1月発行の『英国海軍協会年報』（アラン・バーゴイン著・藤井光五郎訳）文中で「超『ド』級戰艦」と書いて「スーパー、ドレツドノート」と読ませる例がみられるのを皮切りに、類似の表現が広く使われるようになり、さらにこれを踏まえた表現として、15インチ（38.1 cm）-16インチ（40.6 cm）砲を搭載した戦艦を超々弩級、18インチ超（46 cm）主砲を採用した大和型戦艦規模のものを超々々弩級戦艦と呼ぶ例もみられるようになった。
日本海軍では、巡洋戦艦「金剛」以降の艦を指す。
現在、超弩級戦艦は「弩級」すなわちドレッドノートと同程度の戦力を有する戦艦をさらに上回る戦艦、と定義されており、12.0インチ（30.5 cm）を上回る主砲口径の戦艦を指す。すなわち「戦艦主砲の世界的標準規格（"the international standard of battleship calibre"）である12インチ」を超えることが絶対条件であり、弩級以前に例外的に建造された少数の12.0インチを超える口径の主砲を有する艦はこれに該当しない（たとえば近代戦艦の原型とされるロイヤル・サブリン級戦艦は、13.5インチ砲を搭載する。だがこの砲は後に前弩級戦艦の標準となる12インチ砲よりも威力的に劣っている）。
それ以外の超弩級戦艦に共通する特徴は、主砲の中心線配置・舷側砲塔の廃止が挙げられる。これにより防御様式が大きく改善された。また全主砲を片舷に指向できるようになった。ただしこの特徴自体は他国の弩級艦にもそれ以前から採用例がある。
これらの特徴から、従来存在する弩級艦を大きく上回る戦闘力を具備し、戦艦の世紀は新時代へ突入した。
とはいうものの、戦艦の能力の評価には、速力や防御力などのファクターをも考慮すべきであり、単純に火力だけをもって優劣の判断はできない。さらに火力にしても、砲身長、命中率、門数、単位時間あたりの発射数を考慮すべきであり、口径だけの比較で判断はできない。例えば主砲の門数については、イギリス戦艦エジンコートは12インチ砲を搭載する弩級戦艦であるが、門数は14門と世界最多であり、総合的に見て火力は13.5インチ - 14インチ砲8門の超弩級戦艦・巡洋戦艦を上回っている。ただしエジンコートは方位盤射撃指揮装置を装備しておらず、実戦能力には疑問がある。
超弩級戦艦が軍事史上で重要視されるのは、それに分類される戦艦の能力自体よりも、それまでの弩級戦艦の多くが12インチで統一され、戦艦の隻数や主砲の門数が海軍力の一つの目安となっていた時代を終焉させ、大艦巨砲時代への道を開いたという点である。それまでは戦艦1隻1隻の大きさや性能が各国とも比較的似通っていたため、海軍力は単純な数量で比較されることが多かったが、超弩級艦の登場以後は主砲口径と艦の大きさの制限が取り払われ、各国が持つ最強の戦艦の性能が重要な要素となった。これ以降、戦艦は相手よりも大きい大砲、厚い装甲が要求され、艦型は大型化し、それに応じて建造・維持コストも悪化した。

## 例外的存在
ドイツ戦艦においては、弩級艦の主砲に11インチ（28.1 cm）砲を採用しており、これはイギリス戦艦の12インチ砲に威力で匹敵するとされていた。実際にも砲弾重量や初速などの性能を見る限り、ドイツ戦艦の主砲弾の運動エネルギーは、英国戦艦のそれを凌駕している（砲弾重量は小さいが、初速は大きい）。従ってドイツがヘルゴラント級戦艦に12インチ（30.5 cm）50口径砲を採用した際は、実質は超弩級戦艦ではないかと言われた。
しかし異論も多い。ドイツが多用した小口径高初速の砲弾は、接近戦での威力こそ高いものの、中距離では入射角の浅さから、長距離では失速の大きさからイギリス系の超弩級戦艦に採用された45口径13.5インチ砲や45口径14インチ砲に威力で劣っているとされる。また、接近戦での威力に限定しても、ドイツの12インチ砲の威力はイギリスのそれを上回ってはいるものの、それほど大きな差は見られない。むしろイギリスがドイツに先だって開発した50口径12インチ砲は、ドイツの50口径12インチ砲を初速でも若干凌駕している。もっともイギリスの50口径12インチ砲は命中率の低下や砲身寿命の低下を招いた欠陥砲であったが、ドイツの50口径12インチ砲にはそうした欠陥は見られず、ドイツに技術的優位があったのは事実である（逆に言えば、イギリスの50口径12インチ砲の失敗が、13.5インチ砲の開発を促進させ、超弩級戦艦への道を開いたと言える）。
イタリアのコンテ・ディ・カブール級戦艦・カイオ・ドゥイリオ級戦艦は、改装後の主砲口径が32cmであり30.5cmを超えているが、元は30.5cmの主砲の内径を削って口径を拡大したに過ぎず、これを超弩級と扱うかどうかには異論もある。しかし、威力は14インチ砲に迫る性能が出ている。

## その後
1916年のユトランド沖海戦は、戦艦・巡洋戦艦の発達史において一大事件となった。かいつまんで述べると、戦艦は速力が不足、巡洋戦艦は防御力が不足、そして戦艦・巡洋戦艦を問わず水平防御をなおざりにしてきた事実が判明した。これ以降に新造、もしくは改装がなされた戦艦・巡洋戦艦はこの欠点の改善がなされ、主砲口径の増大に偏った戦艦の発達は終焉を迎えた。これにより弩級、超弩級というカテゴライズも、さほど重要なものではなくなった。
例えばアメリカのアラスカ級大型巡洋艦（主砲口径30.5cm）やドイツのシャルンホルスト級戦艦（主砲口径28.1cm）は、主砲口径で言えば弩級、フランスのダンケルク級戦艦（主砲口径33cm）は超弩級となるが、そういう分類で語られることはほとんどない。
上記の通りイタリアのコンテ・ディ・カブール級戦艦・カイオ・ドゥイリオ級戦艦は、超弩級として語られることもあるが、これは元々この両クラスは30.5cm砲採用の弩級戦艦であって、改装によって砲力が増したかどうかという文脈で語られるからである。コンテ・ディ・カブール級戦艦・カイオ・ドゥイリオ級戦艦が主砲口径を増したのは、あくまで門数の削減と引き換えに砲力を落とさないための処置である。両クラスの改装の主目的は、速力と防御力の増大である。